# Liste d'artistes de nu metal
La liste qui suit comprend des artistes de nu metal, ainsi que des artistes associés avec le genre à un moment ou un autre de leur carrière.

## 0–9
| 36 Crazyfists | États-Unis |
| 4Lyn          | Allemagne  |

Début de page

## A
| Adema,                | États-Unis |
| Alien Ant Farm,       | États-Unis |
| Amen                  | États-Unis |
| American Head Charge, | États-Unis |
| The Apex Theory,      | États-Unis |
| AqME                  | France     |

Début de page

## B
| Big Blue Monkey | États-Unis |
| Black Bomb A    | France     |
| Bloodsimple,    | États-Unis |
| Bloodywood      | Inde       |
| Body Fluids,    | France     |

Début de page

## C
| Chevelle,     | États-Unis |
| Chimaira,     | États-Unis |
| Clawfinger,   | Suède      |
| Coal Chamber, | États-Unis |
| Coilbox       | Espagne    |
| Cold,         | États-Unis |
| Crazy Town    | États-Unis |
| Crossbreed    | États-Unis |
| Crosscut,     | Allemagne  |

Début de page

## D
| D'espairsRay       | Japon      |
| Damageplan         | États-Unis |
| Deadsy             | États-Unis |
| Deftones,          | États-Unis |
| Demon Hunter       | États-Unis |
| Destroy the Runner | États-Unis |
| Dir En Grey,       | Japon      |
| Disturbed,         | États-Unis |
| D.Majiria          | Belgique   |
| Dope,              | États-Unis |
| Drowning Pool,     | États-Unis |
| Dry Kill Logic     | États-Unis |

Début de page

## E
| Earth Crisis, | États-Unis |
| Eldrine       | Géorgie    |
| Emmure        | États-Unis |
| Enhancer,     | France     |
| Eths          | France     |
| Evanescence,  | États-Unis |
| Exilia        | Italie     |

Début de page

## F
| Factory 81      | États-Unis |
| Family Force 5, | États-Unis |
| Fear Factory,   | États-Unis |
| Finger Eleven,  | Canada     |
| Flyleaf,        | États-Unis |

Début de page

## G
| The GazettE | Japon      |
| Girugämesh  | Japon      |
| Glassjaw    | États-Unis |
| Godhead     | États-Unis |
| Godsmack,   | États-Unis |
| Guano Apes  | Allemagne  |

Début de page

## H
| Hamlet           | Espagne    |
| Hed PE,          | États-Unis |
| Hollywood Undead | États-Unis |
| Hoobastank,      | États-Unis |
| Hord             | France     |

Début de page

## I
| Ill Niño,     | États-Unis |
| Incubus,      | États-Unis |
| Infected rain | Moldavie   |

Début de page

## K
| Karnivool, | Australie  |
| Kells      | France     |
| Kid Rock   | États-Unis |
| Kittie,    | Canada     |
| Klaws      | Belgique   |
| Korn,      | États-Unis |

Début de page

## L
| Lacuna Coil,  | Italie      |
| LIES          | France      |
| Limp Bizkit,  | États-Unis  |
| Linea 77,     | Italie      |
| Linkin Park,  | États-Unis  |
| Lofofora      | France      |
| Lostprophets, | Royaume-Uni |

Début de page

## M
| Machine Head,        | États-Unis |
| Man with a Mission   | Japon      |
| maNga,               | Turquie    |
| Masnada,             | France     |
| Mass Hysteria        | France     |
| Maximum the Hormone, | Japon      |
| Methods of Mayhem    | États-Unis |
| Mnemic               | Danemark   |
| Motograter,          | États-Unis |
| Mudvayne,            | États-Unis |
| Mushroomhead,        | États-Unis |
| Mypollux             | France     |

Début de page

## N
| Nonpoint,       | États-Unis |
| Jeffrey Nothing | États-Unis |
| Nothingface     | États-Unis |

Début de page

## O
| Oneyed Jack | France     |
| Orgy        | États-Unis |
| Otep,       | États-Unis |
| Out         | France     |

Début de page

## P
| Papa Roach,    | États-Unis   |
| Pia            | Corée du Sud |
| Pillar,        | États-Unis   |
| Pitchshifter   | Royaume-Uni  |
| Pleymo,        | France       |
| PMT            | Suisse       |
| P.O.D.,        | États-Unis   |
| Powerman 5000  | États-Unis   |
| Project 86,    | États-Unis   |
| Psykup,        | France       |
| Puddle of Mudd | États-Unis   |

Début de page

## Q
| Quarashi | Islande |

Début de page

## R
| Red             | États-Unis |
| Rev Theory,     | États-Unis |
| Rize,           | Japon      |
| Ross Robinson,  | États-Unis |
| Rue de la forge | France     |

Début de page

## S
| Saliva,                      | États-Unis          |
| Scorch,                      | France              |
| Seo Tai-ji,                  | Corée du Sud        |
| Sevendust,                   | États-Unis          |
| Shah-Mat                     | Belgique            |
| Sidilarsen,                  | France              |
| Sikh,                        | France              |
| Skillet                      | États-Unis          |
| Skindred,                    | Royaume-Uni         |
| Slipknot,                    | États-Unis          |
| Slot                         | Russie              |
| Smash Hit Combo              | France              |
| Snot,                        | États-Unis          |
| Soil,                        | États-Unis          |
| Soulfly,                     | Brésil / États-Unis |
| Spineshank,                  | États-Unis          |
| Staind,                      | États-Unis          |
| Starset                      | États-Unis          |
| Static-X,                    | États-Unis          |
| Stereotypical Working Class, | France              |
| Sugar Ray,                   | États-Unis          |
| System of a Down,            | États-Unis          |

Début de page

## T
| Tairrie B             | États-Unis |
| Taproot,              | États-Unis |
| Team Nowhere          | France     |
| Thousand Foot Krutch, | Canada     |
| Three Days Grace,     | Canada     |
| Trapt,                | États-Unis |
| Trust Company         | États-Unis |

Début de page

## U
| Unswabbed | France |

Début de page

## V
| Vanilla Ice, | États-Unis |
| Velcra       | Finlande   |
| Vegastar     | France     |

Début de page

## W
| Watcha,     | France     |
| Brian Welch | États-Unis |
| Wünjo       | France     |

Début de page

### Ouvrages
- (fr) Thierry Aznar, Hard Rock & Heavy Metal : 40 années de purgatoire, t. 3, Rosières-en-Haye, Camion Blanc, 2015, 889 p. (ISBN 978-2-35779-689-8, lire en ligne), chap. 14 (« 2013 »)
- (en) Stan Jeffries, Encyclopedia of World Pop Music, Greenwood Press, 2003 (ISBN 978-0-313-31547-3, lire en ligne)
- (en) Colin Larkin (dir.), The Encyclopedia of Popular Music, Oxford University Press, 2009, 4e éd. (ISBN 978-0-1953-1373-4, lire en ligne)
- (en) Lucy O'Brien, She Bop II: The Definitive History of Women in Rock, Pop and Soul, Continuum, 2002 (ISBN 978-0-8264-7208-3, lire en ligne)
- (en) William Phillips et Brian Cogan, Encyclopedia of Heavy Metal Music, Westport, Conn., Greenwood Press, 2009, 285 p. (ISBN 978-0-313-34800-6, lire en ligne)
- (en) Garry Sharpe-Young, New Wave of American Heavy Metal, Zonda Books Limited, 2005 (ISBN 0-9582684-0-1, lire en ligne)